# Seljord
Seljord là một đô thị của hạt Telemark, Na Uy. Từ giáo khu Siljord, đô thị cùng tên này được thành ngày 1 tháng 1 năm 1838. Seljord nổi tiếng với loài rắn biển Selma được cho là sống ở hồ Seljord (Seljordsvatnet).

## Tên gọi
Đô thị này (ban đầu là một giáo khu) đã được đặt tên theo nông trang cũ Seljord (tiếng Na Uy Cổ Seljugerði), do nhà thờ đầu tiên đã được xây ở đó. Cho đến năm 1889, tên này vẫn được viết là "Silgjord" (hay "Sillejord").

## Huy hiệu
Huy hiệu có hình rắn biển Selma được sử dụng thập kỷ trước (1989).